# Edward Szymański (polityk)
Edward Stanisław Szymański (ur. 7 września 1936 w Wylatowie, zm. 7 czerwca 2025 w Warszawie) – polski działacz partyjny i państwowy. W latach 1996–2005 podsekretarz stanu w Kancelarii Prezydenta RP, w 1997 oraz 2005 p.o. jej szefa. Poseł na Sejm PRL VII, VIII i IX kadencji.

## Życiorys
Syn Franciszka i Heleny. Od 1954 do 1956 zasiadał w zarządzie powiatowym Związku Młodzieży Polskiej w Mogilnie, a w latach 1957–1960 był I sekretarzem tamtejszych powiatowych struktur Związku Młodzieży Socjalistycznej. W 1955 wstąpił do Polskiej Zjednoczonej Partii Robotniczej. Ukończył studia na Wydziale Ekonomicznym Wyższej Szkoły Nauk Społecznych w Warszawie (1966).
W latach 1960–1963 i 1966–1968 był sekretarzem ds. propagandy Komitetu Powiatowego PZPR w Mogilnie. Następnie pełnił funkcję I sekretarza w KP PZPR w Tucholi (1968–1970) oraz w Komitecie Miejskim i Powiatowym partii w Grudziądzu (1970–1973). W latach 1973–1975 pełnił funkcję I wicewojewody bydgoskiego. Przeszedł następnie na stanowisko I sekretarza Komitetu Wojewódzkiego PZPR we Włocławku, jednocześnie był przewodniczącym tamtejszej Wojewódzkiej Rady Narodowej; funkcje te pełnił do 1981. Jednocześnie od 1975 do 1980 był zastępcą członka, a następnie do 1981 członkiem Komitetu Centralnego PZPR.
W latach 1976–1989 pełnił mandat poselski z ramienia PZPR (VII, VIII i IX kadencja). Od 1981 kierował Biurem Spraw Sejmowych KC PZPR. W latach 1986–1989 był członkiem Komisji ds. Wewnątrzpartyjnych oraz Działalności Partii w Organach Przedstawicielskich i Administracji Państwowej Komitetu Centralnego. W okresie 1989–1990 był kierownikiem Wydziału Organów Przedstawicielskich KC PZPR. W latach 1990–1996 pełnił funkcję dyrektora Biura kolejno Parlamentarnego Klubu Lewicy Demokratycznej i Klubu Parlamentarnego Sojuszu Lewicy Demokratycznej. W listopadzie 1996 został powołany przez prezydenta Aleksandra Kwaśniewskiego na stanowisko podsekretarza stanu w Kancelarii Prezydenta RP, krótko był p.o. jej szefa w 1997. Zachował stanowisko w drugiej kadencji Aleksandra Kwaśniewskiego (od grudnia 2000 do grudnia 2005). Zajmował się w Kancelarii nadzorem nad Biurem Finansowym, Biurem Administracyjno-Gospodarczym oraz Biurem Społecznego Komitetu Odnowy Zabytków Krakowa. Po wyborze dotychczasowej szefowej Kancelarii Jolanty Szymanek-Deresz do Sejmu RP, został w październiku 2005 ponownie p.o. szefa Kancelarii, będąc nim do końca kadencji Aleksandra Kwaśniewskiego.
Miał żonę i syna. Zmarł po wieloletniej chorobie w szpitalu w Warszawie, pochowany 12 czerwca 2025 na cmentarzu w Grabowie na Ursynowie.

## Odznaczenia
- Krzyż Komandorski z Gwiazdą Orderu Odrodzenia Polski (2005)[3]
- Krzyż Wielki Oficerski Order Zasługi Republiki Włoskiej (2000)[4]
- Brązowy Medal Cracoviae Merenti (2004)[5]
- Order Sztandaru Pracy I klasy (Niemcy Wschodnie, 1986)[6]